# Kauschwitz
Kauschwitz ist ein Stadtteil von Plauen (Stadtgebiet Nord), der 1999 eingemeindet wurde. Der Stadtteil ist identisch mit der Gemarkung Kauschwitz und bildet zusammen mit Zwoschwitz eine Ortschaft Plauens.

## Geographische Lage

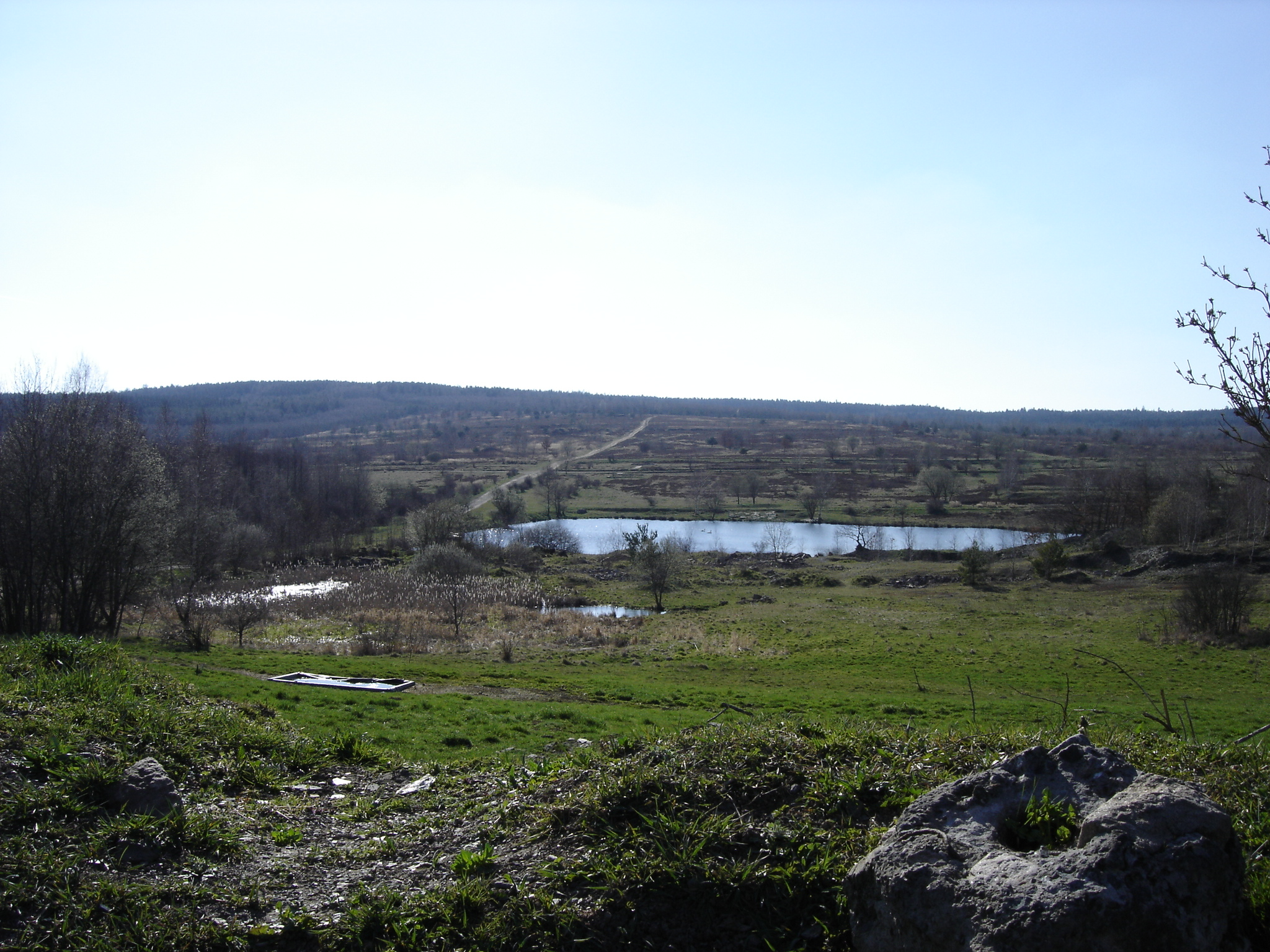
Naturschutzgebiet bei Kauschwitz

Kauschwitz liegt in einem Tal am nordwestlichen Ende der Stadt Plauen, etwa einen Kilometer entfernt vom eigentlichen Stadtrand. Durch den Ort fließt der Syrabach. Nordwestlich des Orts befindet sich die Syrau-Kauschwitzer Heide. Der Stadtteil grenzt an vier weitere Stadtteile Plauens und an zwei Orte einer Gemeinde des Vogtlandkreises.
|                                           | Syrau (Gemeinde Rosenbach/Vogtl.)           | Jößnitz    |
| Schneckengrün (Gemeinde Rosenbach/Vogtl.) | Kompassrose, die auf Nachbargemeinden zeigt | Haselbrunn |
|                                           | Zwoschwitz                                  | Neundorf   |

Die Fläche der Ortschaft besteht zu 72,8 % aus Landwirtschaftlicher Nutzfläche und zu 19,2 % aus Wald. Die restliche Fläche sind Straßen, Wohn- und Industrieflächen.

## Politik

### Ortschaftsrat
Kauschwitz verfügt gemeinsam mit Zwoschwitz über einen Ortschaftsrat. Dieser besteht seit der letzten Wahl am 26. Mai 2019 aus fünf Mitgliedern. Da bei der Wahl nur die Wählervereinigung Kauschwitz-Zwoschwitz antrat, besteht der Ortschaftsrat nur aus Mitgliedern dieser Vereinigung.
Die Ortschaftsratswahlen von 1999 bis 2019 hatten folgende Ergebnisse (zum Vergleich ist auch noch die letzte Wahl zum Gemeinderat 1994 mit aufgeführt):
| Parteien und Wählergemeinschaften | Parteien und Wählergemeinschaften             | 2019 | 2019  | 2014 | 2014  | 2009 | 2009  | 2004 | 2004  | 1999 | 1999  | 1994 | 1994  |
| Parteien und Wählergemeinschaften | Parteien und Wählergemeinschaften             | %    | Sitze | %    | Sitze | %    | Sitze | %    | Sitze | %    | Sitze | %    | Sitze |
| WV K-Z                            | Freie Wählervereinigung Kauschwitz-Zwoschwitz | 100  | 5     | 100  | 5     | --   | --    | --   | --    | --   | --    | --   | --    |
| CDU                               | Christlich Demokratische Union Deutschlands   | --   | --    | --   | --    | 44,9 | 1     | 24,3 | 1     | --   | --    | 19,2 | 2     |
| FWV K                             | Feuerwehrverein Kauschwitz e. V.              | --   | --    | --   | --    | 42,6 | 2     | 47,3 | 3     | --   | --    | --   | --    |
| GRÜNE                             | Bündnis 90/Die Grünen                         | --   | --    | --   | --    | 12,5 | 0     | --   | --    | --   | --    | 4,0  | 0     |
| WV K                              | Freie Wählervereinigung Kauschwitz            | --   | --    | --   | --    | --   | --    | 28,3 | 1     | 100  | 6     | 31,3 | 3     |
| PDS                               | Partei des Demokratischen Sozialismus         | --   | --    | --   | --    | --   | --    | --   | --    | --   | --    | 9,4  | 1     |
| UWG S                             | Unabhängige Wählergemeinschaft OT Schöpsdrehe | --   | --    | --   | --    | --   | --    | --   | --    | --   | --    | 11,1 | 1     |
| WG Z                              | Wählergemeinschaft Zwoschwitz                 | --   | --    | --   | --    | --   | --    | --   | --    | --   | --    | 9,8  | 1     |
| F.D.P.                            | Freie Demokratische Partei                    | --   | --    | --   | --    | --   | --    | --   | --    | --   | --    | 7,9  | 0     |
| AfW K                             | Aktion freier Wähler Kauschwitz               | --   | --    | --   | --    | --   | --    | --   | --    | --   | --    | 7,4  | 0     |
| Gesamt                            | Gesamt                                        | 100  | 5     | 100  | 5     | 100  | 3     | 100  | 5     | 100  | 6     | 100  | 8     |
| Wahlbeteiligung in %              | Wahlbeteiligung in %                          | 62,8 | 62,8  | 57,7 | 57,7  | 44,4 | 44,4  | 44,6 | 44,6  | 57,5 | 57,5  | 76,1 | 76,1  |

1. ↑  1994 fand die letzte Wahl zum Gemeinderat der damals noch selbstständigen Gemeinde statt.
2. ↑  2019 trat nur die WV K-Z zur Wahl an.
3. ↑  2014 trat nur die WV K-Z zur Wahl an.
4. ↑  1999 trat nur die WV K zur Wahl an.

## Wirtschaft und Verkehr
Im Nordosten, an der Grenze zu Haselbrunn, befindet sich der Plauen Park, ein großes Einkaufszentrum, dessen Einzugsgebiet Plauen und das Gebiet um Greiz umfasst. Früher befand sich auf diesem Areal ein Flugplatz, der während des Zweiten Weltkriegs zerstört wurde. Im Norden des Stadtteils im Gewerbegebiet „Schöpsdrehe“ mündet die Bundesstraße 282 von der A 9 kommend, in die Bundesstraße 92. Zusammen bilden die beiden Bundesstraßen einen Teil der Europastraße 49.
Kauschwitz ist mit der vertakteten RufBus-Linie 45 des Verkehrsverbunds Vogtland an den Plauen Park sowie Plauen-Neundorf angebunden. In Neundorf besteht Anschluss zur Straßenbahn Plauen.

## Kultur und Sehenswürdigkeiten

### Kapelle und Burgstall Kauschwitz
Die Kauschwitzer Kapelle wurde 1763/64 vom Oberhofrichter Adam von Watzdorf auf den Ruinen eines einstigen Wehrturms errichtet. Aus dieser Zeit stammen auch der Treppenanbau aus Fachwerk, das Dach und die Innenausstattung. Das Bauwerk ist eine Rotunde aus verputztem Bruchstein mit einem Dach, das als verschieferter Kegelstumpf mit Laterne und Zwiebel gestaltet ist. An der Westseite ist ein Treppenturm mit Mansarddach angebaut, der durch Pilaster und Gesimse gegliedert ist.
Der helle, flachgedeckte Innenraum ist mit umlaufenden zweigeschossigen Emporen ausgebaut. Über dem Kanzelaltar ist ein Gemälde mit einer Darstellung der Himmelfahrt Christi von Christian Friedrich Zimmermann aus dem Jahr 1764 angebracht. Von der im Kern von Johann Gottlieb Trampeli im Jahr 1771 geschaffenen Orgel ist nur noch der Prospekt mit reichem Schnitzwerk und drei musizierenden Engeln erhalten; das Werk von Jehmlich stammt aus dem Jahr 1936. 1992 konnte das Bauwerk mit Hilfe kirchlicher und privater Spenden umfassend saniert werden.
Die Kapelle befindet sich im Süden von Kauschwitz in der Aue des Syrabaches auf einer Halbinsel, die als ehemalige Insel Standort einer Wasserburg war. Im Jahre 1317 ist "Jane von Kuschewitz" urkundlich belegt. Das Areal wurde am 15. Oktober 1959 als Bodendenkmal eingetragen.

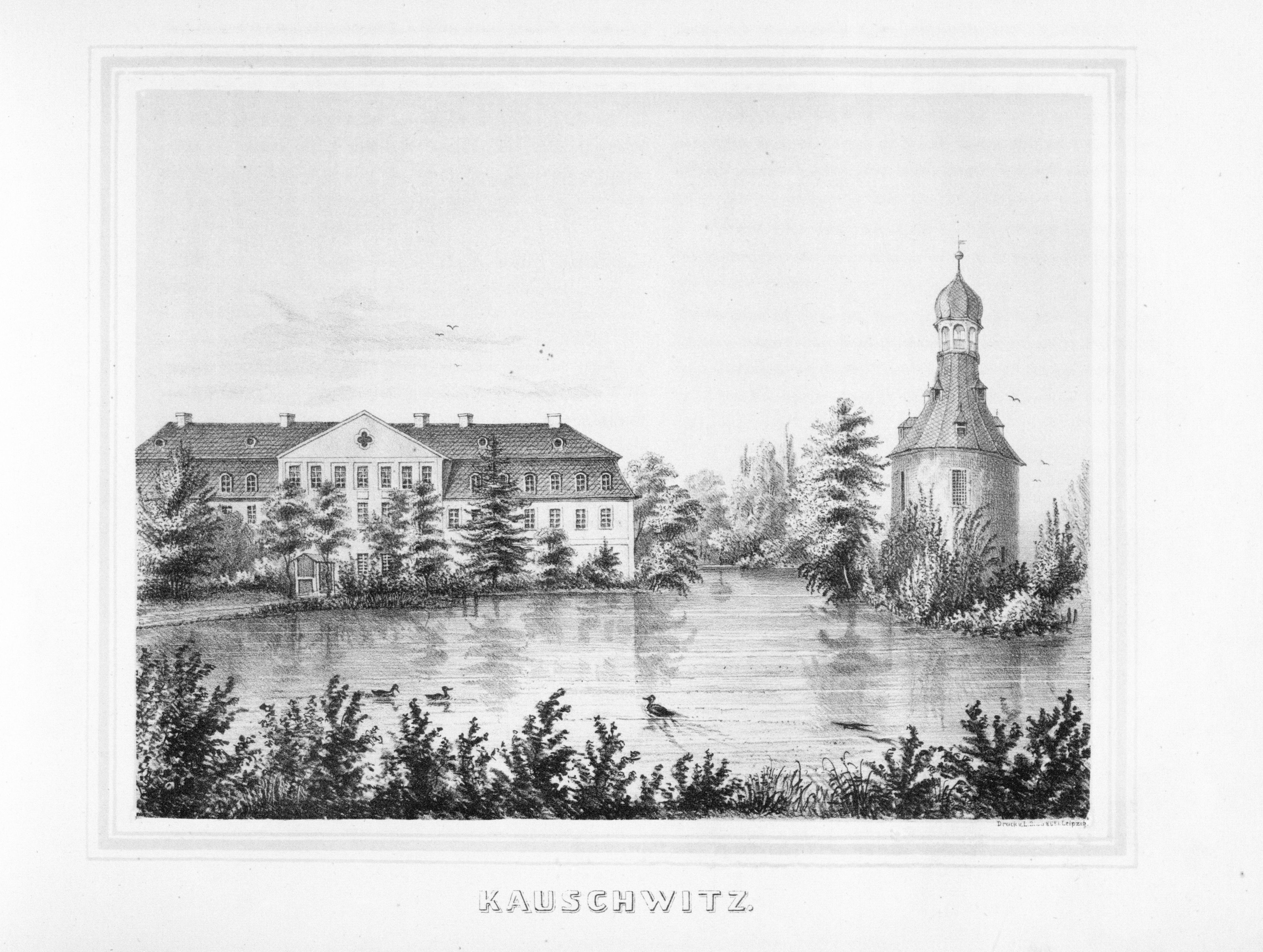
Herrenhaus/Schloss und Kapelle 1859
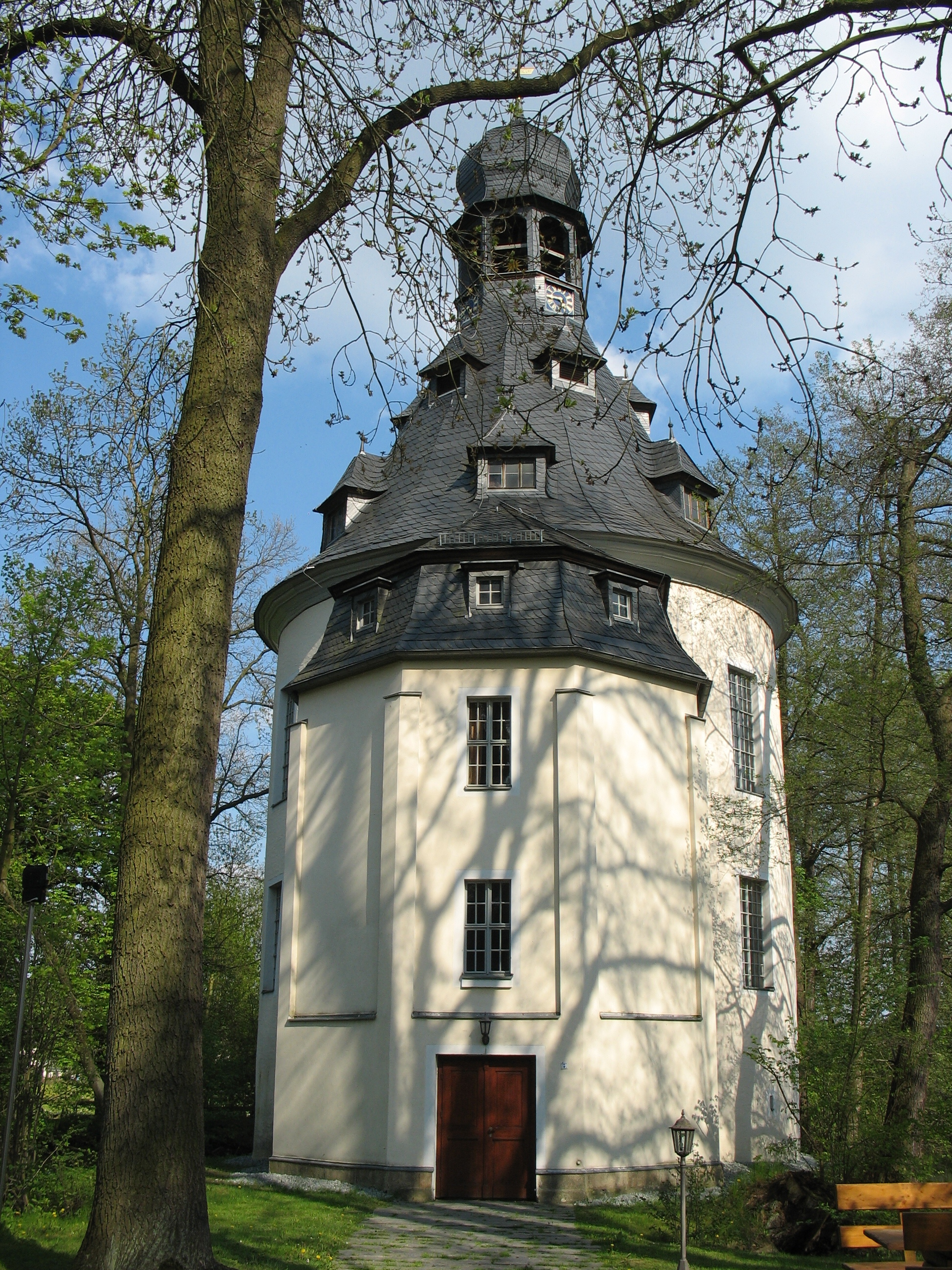

Im Nordosten des Stadtteils, an der Grenze zu Haselbrunn, befindet sich der jüdische Friedhof Plauens.

### Gedenkstätten

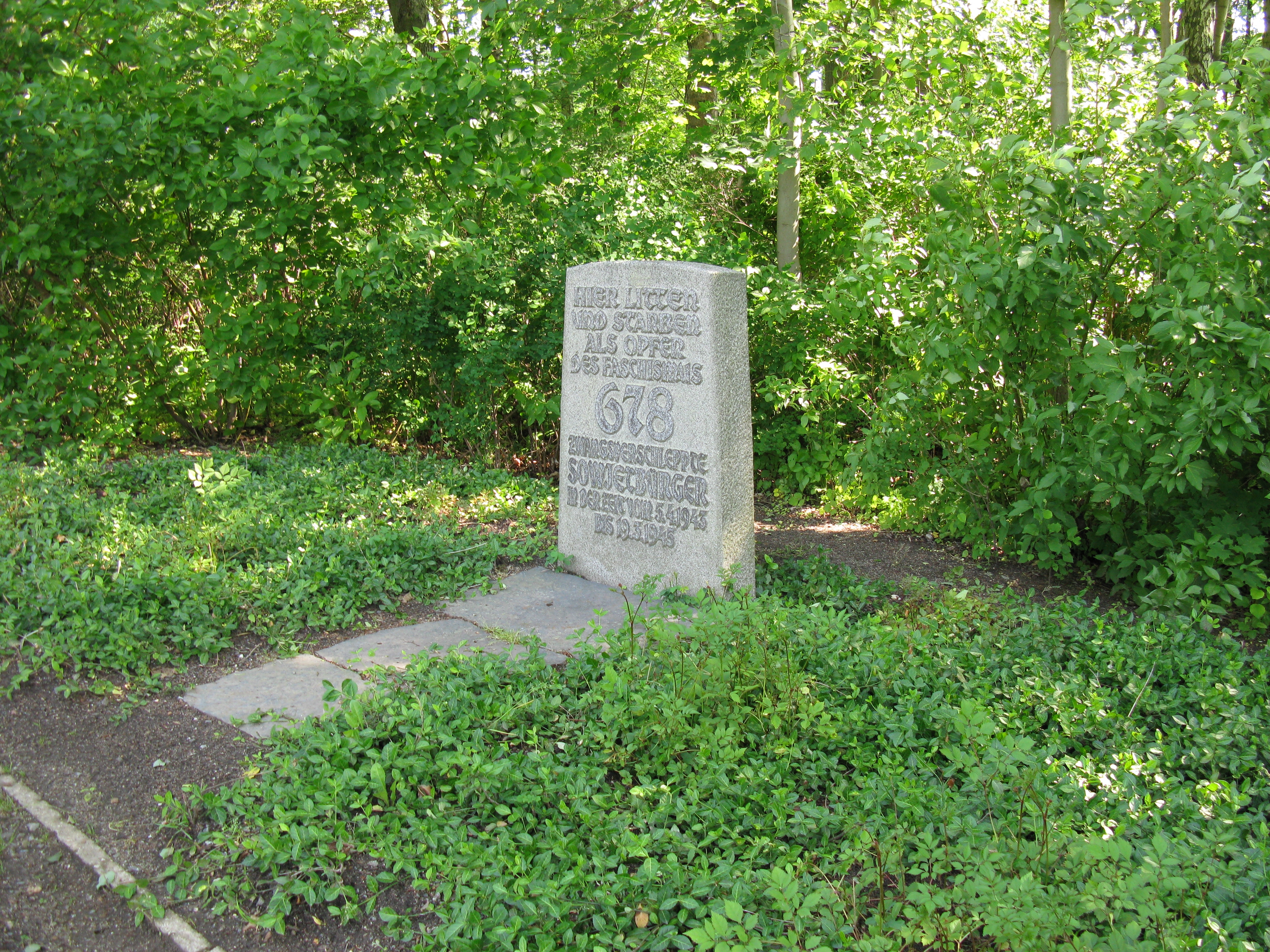
Gedenkstein für die Todesopfer durch Zwangsarbeit am ehemaligen Rückkehrersammellager Kauschwitz-Holzmühle

In Kauschwitz-Holzmühle befand sich ein Lager, in dem mehr als 1000 überwiegend junge Menschen zwischen 17 und 22 Jahren, zumeist aus der Ukraine, für Zwangsarbeiten eingesetzt wurden, die viele von ihnen nicht überlebten. Zur Erinnerung an die Opfer wurden Gedenkstätten eingerichtet.
- Gedenkstein am ehemaligen Rückkehrersammellager Kauschwitz-Holzmühle zur Erinnerung an die mindestens 678 Todesopfer von Zwangsarbeit
- Grabstätten und Gedenkstein auf dem Ortsfriedhof, wo ein Teil der Opfer der Zwangsarbeit begraben ist